# 臺東縣蘭嶼鄉椰油國民小學
臺東縣蘭嶼鄉椰油國民小學，簡稱椰油國小，是臺灣臺東縣蘭嶼鄉的一所公立國民小學。椰油國小因校舍靠近海岸，周邊均設有防波的水泥護欄，2006年全校共有65名學生，教職員工則共有13人。學生大多為達悟族人，且有相當比例為經濟弱勢的學生。

## 沿革
1947年，椰油國小的前身臺東縣蘭嶼國民學校椰油分班建立，1955年（一說1957年）改名「臺東縣蘭嶼國民學校椰油分校」。1963年8月1日，該校獨立為臺東縣椰油國民學校，並於1968年九年國民教育實施時改為現名。2006年，該校開始辦理台東縣原住民部落大學蘭嶼分校的業務。2012年，天秤颱風在蘭嶼造成重大災情，該校校舍也遭到嚴重破壞。

## 文化展演
2006年，該校成立表演達悟族傳統歌舞的「小飛魚文化展演隊」，在國內比賽中多次獲獎，2015年曾至紐西蘭參訪交流，2018年其故事被改編成電影《只有大海知道》。2019年，小飛魚文化展演隊獲邀至波蘭新松奇參加第27屆國際兒童民俗藝術節（International Festival of Children's Folk Ensembles），經學生義賣、募款後方籌得旅費成行，並獲中華航空贊助其赴歐機票。開幕典禮中隊員拒拿大會提供的五星旗，而是持自備的中華民國國旗進場。

## 圖集

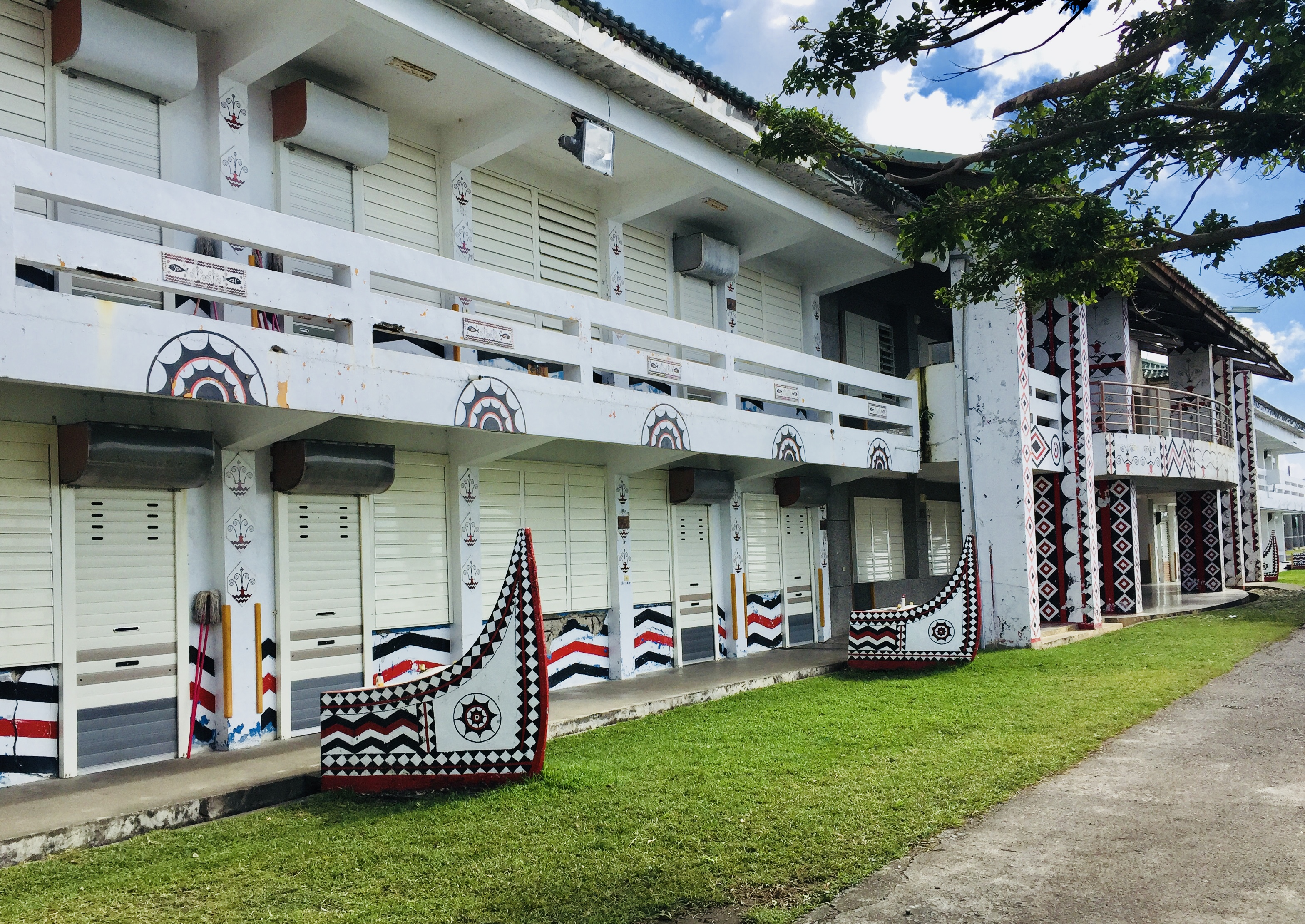
校舍
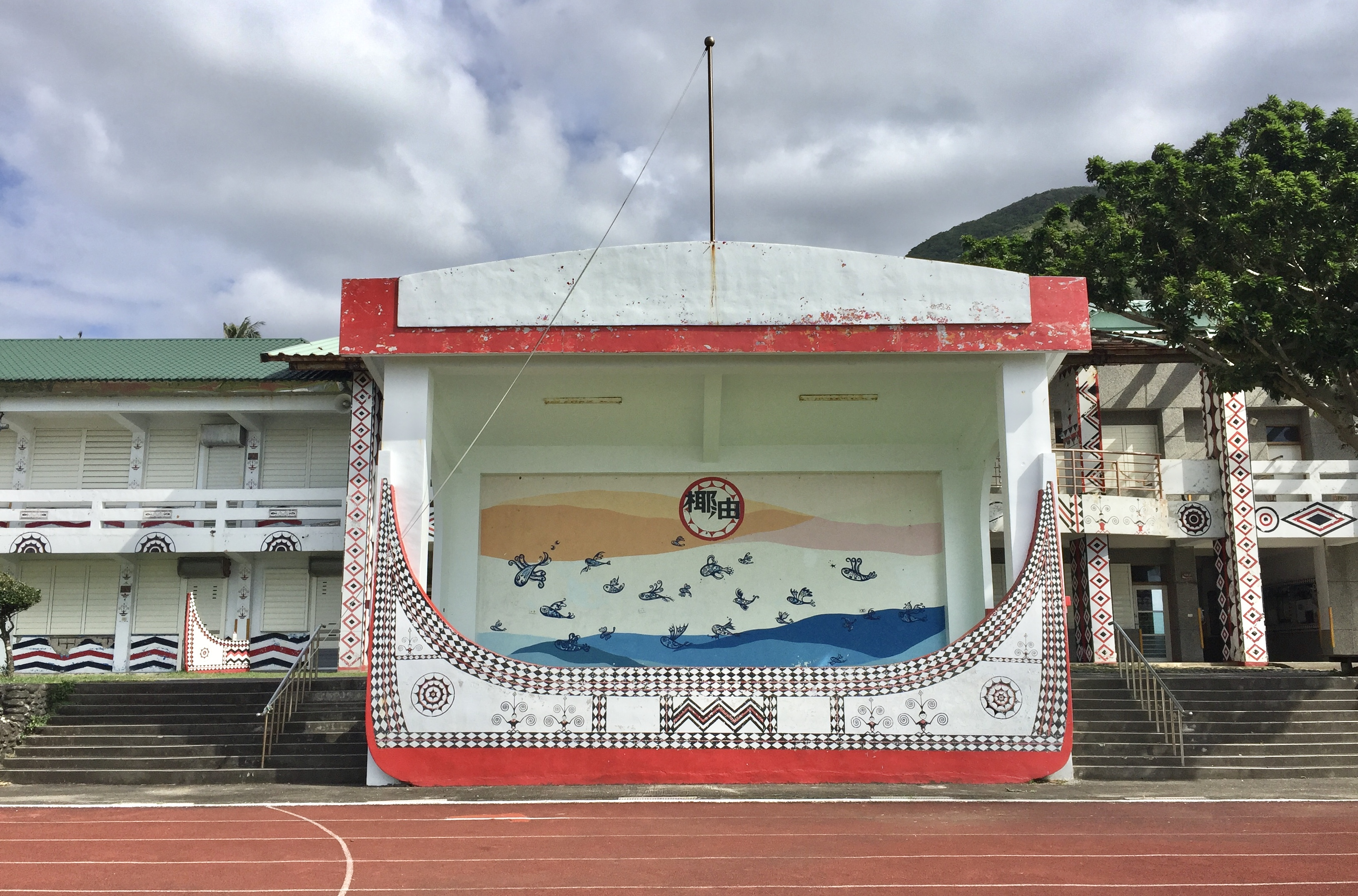
升旗台
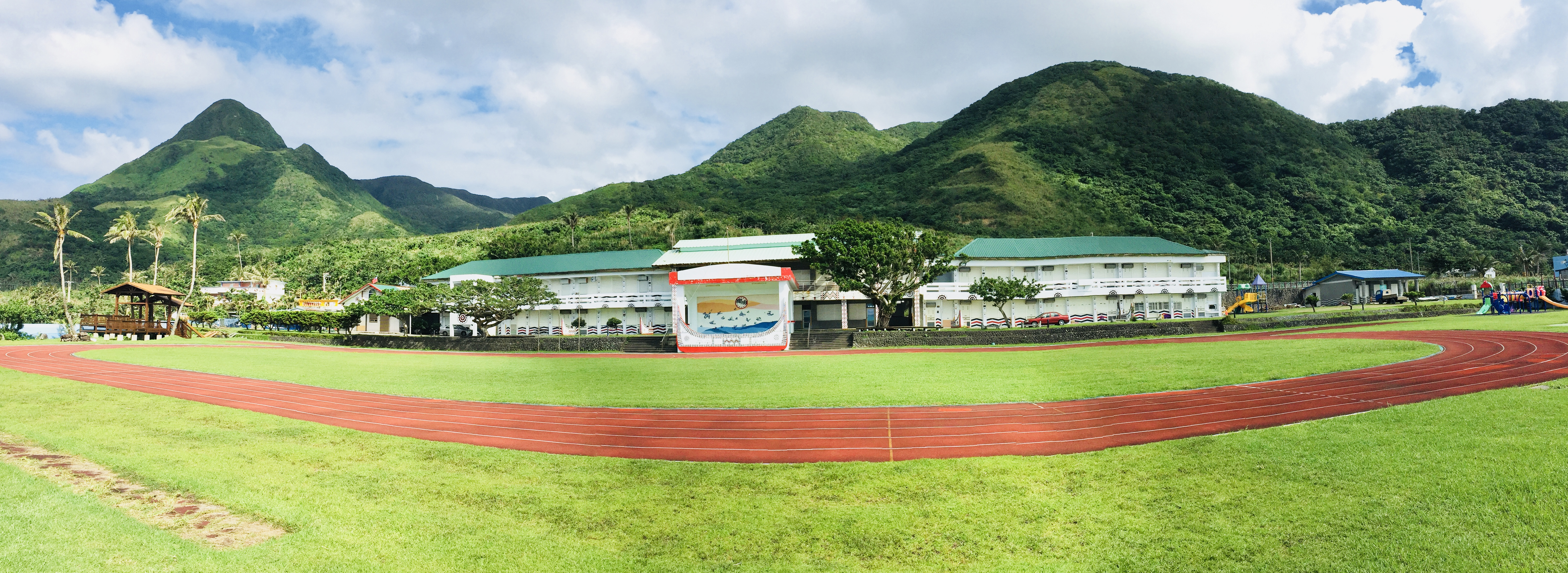
全景